# Kalamatianos

Le kalamatianos (en grec καλαματιανός, de la ville de Kalamata) est une danse traditionnelle grecque de la région du Péloponnèse en mesure 
 (3+2+2). Même si elle tire son nom de la ville de Kalamata, elle s'est répandu dans toute la Grèce.

## Description
C'est l'une des danses les plus populaires, qui se danse en chaîne ouverte, et se compose de 4 mesures :
- mesure 1 (progressant à droite sur le cercle)
  - (1-3) un pas du pied droit en avant
  - (4-5) un pas du pied gauche en avant
  - (6-7) un pas du pied droit en avant
- mesure 2
  - (1-3) un pas du pied gauche en avant
  - (4-5) un pas du pied droit en avant
  - (6-7) un pas du pied gauche en avant
- mesure 3 (faisant face au centre du cercle)
  - (1-3) un pas du pied droit latéralement à droite
  - (4-7) en appui sur le pied droit, poser la pointe du pied gauche devant le gauche
- mesure 4
  - (1-3) un pas du pied gauche latéralement à gauche
  - (4-7) en appui sur le pied gauche, poser la pointe du pied droit devant le droit

De nombreuses variations sont possibles, tant sur les mesures 1 et 2 (progression) que sur les mesures 3 et 4 (sur place). Le meneur a par ailleurs la possibilité d'exécuter des figures plus acrobatiques, s'appuyant sur le second danseur.